# Stallion Laguna
Der Stallion Laguna Football Club ist ein philippinischer Fußballverein aus Biñan. Aktuell spielt der Klub in der höchsten Liga des Landes, der Philippines Football League. Die Mannschaft ist auch unter dem Namen The Stallions bekannt.

## Erfolge
- United Football League

Meister: 2013
- United Football League Division 2

Vizemeister: 2011
- UFL Cup

Sieger: 2012
- Stallions FC Invitational Cup

Sieger: 2017

## Stadion
Seine Heimspiele trägt der Verein im Biñan Football Stadium in Biñan aus. Das Stadion hat ein Fassungsvermögen von 3000 Personen. Eigentümer der Sportstätte ist das Biñan City Government.
Koordinaten: 14° 18′ 53″ N, 121° 4′ 40″ O

## Kader 2025/26
Stand: August 2025
| Nr. |                    | Position | Name              |
| --- | ------------------ | -------- | ----------------- |
| 1   | Vereinigte Staaten | TW       | Roberto Llamas    |
| 3   | Philippinen        | AB       | Matthew Nierras   |
| 5   | Philippinen        | MF       | Charles Pickering |
| 7   | Vereinigte Staaten | ST       | Fahmi Ibrahim     |
| 9   | Philippinen        | ST       | OJ Porteria       |
| 10  | Philippinen        | MF       | Mark Hartmann     |
| 11  | Mexiko             | ST       | Juan Trujillo     |
| 13  | Japan              | MF       | Masaya Watanabe   |
| 14  | Philippinen        | ST       | MJ Libre          |
| 15  | Ghana              | AB       | David Yeboah      |
| 17  | Philippinen        | MF       | Stephan Schröck   |
| 19  | Philippinen        | MF       | Mauro Acot        |
| 20  | Ghana              | AB       | Stephen Halm      |
| 21  | Japan              | MF       | Yuki Takatoku     |

| Nr. |                    | Position | Name                  |
| --- | ------------------ | -------- | --------------------- |
| 22  | Philippinen        | AB       | Kouchi Belgira        |
| 23  | Philippinen        | MF       | Charlie Beaton        |
| 25  | Nigeria            | MF       | Emmanuel Otuyemi      |
| 27  | Mexiko             | ST       | Alonzo Del Mundo      |
| 29  | Argentinien        | MF       | Ricardo Sendra        |
| 31  | Philippinen        | MF       | Christian Schaffner   |
| 34  | Vereinigte Staaten | AB       | Abraham Placito       |
| 36  | Niederlande        | ST       | Deane Mountney        |
| 38  | Kanada             | MF       | Sam Azimzadeh Tabrizi |
| 54  | Philippinen        | AB       | Dexter Casing         |
| 55  | Vereinigte Staaten | AB       | Gabriel Claudio       |
| 73  | Ghana              | ST       | Robert Quaye          |
| 77  | Ghana              | AB       | Stephen Banor         |

## Trainer seit 2012
| Name           | Zeit bei Stallion Laguna FC | Zeit bei Stallion Laguna FC |
| Name           | von                         | bis                         |
| -------------- | --------------------------- | --------------------------- |
| Ernest Nierras | 2012                        | heute                       |
| Richard Leyble | 2018 (interim)              |                             |

## Ausrüster und Sponsoren
| Jahr           | Ausrüster | Trikotsponsor                                        |
| -------------- | --------- | ---------------------------------------------------- |
| 2011 bis 2012  | Nike      | Giligan's Restaurant                                 |
| 2013           | Nike      | Sta.Lucia Land Inc. / Gatorade, Giligan's Restaurant |
| 2014 bis 2017  | Mizuno    | Giligan's Restaurant                                 |
| 2017 bis heute | Nixare    | Giligan's Restaurant                                 |